# Arp Schnitger
Arp Schnitger (Schmalenfleth bij Golzwarden, gemeente Brake (Unterweser), 2 juli 1648 – begraven Neuenfelde, 28 juli 1719) was een Duitse orgelbouwer die zo beroemd was dat hij weleens 'de Stradivarius onder de orgelbouwers' is genoemd.
Vrij algemeen wordt aangenomen, dat Berendt Hus (ca. 1620-1671) uit Oldenburg aan Arp Schnitger in de jaren van 1666-1671 het vak heeft geleerd. 

## Leven en werk
Vele kerken in het noorden van Nederland en Duitsland bezitten een orgel dat is gebouwd door Schnitger.
Schnitger bouwde 170 orgels, waarvan 110 helemaal nieuw. Van de ruim dertig die vandaag de dag nog over zijn, bevindt het grootste deel zich in Noord-Duitsland. In Noord-Nederland staan er nog elf, overwegend in de provincie Groningen. Het orgel in de Martinikerk in de stad Groningen is geen 'nieuwbouw-Schnitgerorgel'. De Duitser restaureerde het in 1692 en breidde het verder uit.
De belangrijkste werkplaats is Hamburg. Vanuit deze werkplaats werden meesterknechten uitgezonden. Een voorbeeld hiervan is het orgel in de Jacobikerk in Uithuizen, dat niet door Schnitger is aangeraakt maar door zijn meesterknechten Johannes Radeker en Rudolf Garrels is gebouwd. Boven het orgel in zijn woonplaats Neuenfelde (Duitsland) liet hij de spreuk Gott allein die Ehre (Alleen God komt de eer toe) aanbrengen.
Het talent van Schnitger bestond er voor een groot deel uit dat hij er in was geslaagd de beste orgelbouwers uit zijn tijd om zich heen te verzamelen. Hij had een ploeg in Maagdenburg, in Bremen en in Groningen. Hij was zeer precies en gedetailleerd in zijn aanwijzingen en hoefde zelf vaak niet meer te doen dan aan het begin van een project zijn handtekening zetten en na voltooiing geld ophalen en het instrument stemmen.
Schnitger had vier zonen die ook actief waren als orgelmaker. Van hen stierven Arp Schnitger junior (1686-1712) en Hans Schnitger (1688-1708) al vroeg. Johann Jürgen (Georg) Schnitger (1690-na 1734) werkte samen met zijn jongste broer (onder meer aan het orgel van de Grote of Sint-Michaëlskerk in Zwolle), maar over zijn leven na 1734 is niets bekend. Die jongste broer was Franz Caspar Schnitger (1693-1729), de vader van Frans Casper Snitger (1724-1799) die een bekende Nederlandse orgelbouwer werd.
In 2017 dook een portret van Schnitger op in de Sint Bartholomeuskerk van Golzwarden.

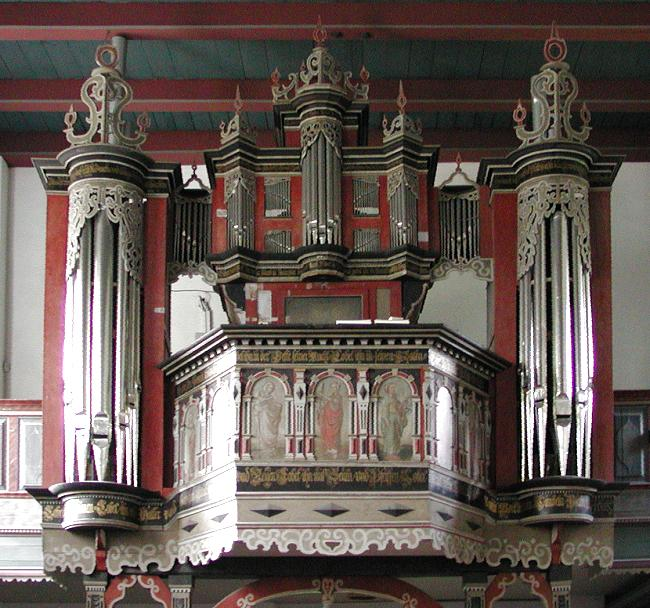
Kröger-orgel in Langwarden, 1704/05 door Schnitger bewerkt.
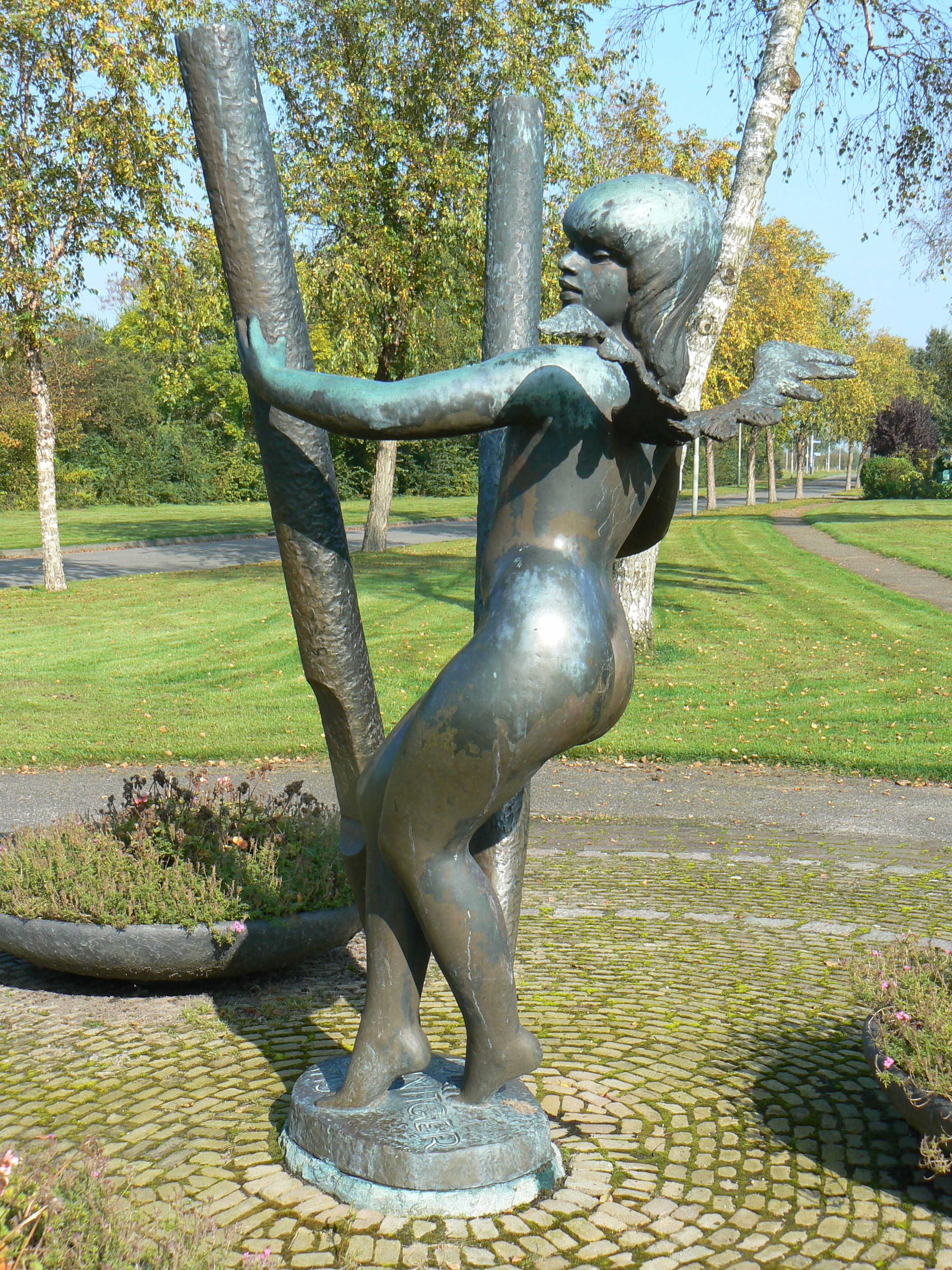
Arp Schnitgermonument, Uithuizen (1976).

## Opus
| Jaar             | Plaats                                      | Kerk                                | Afbeelding | Manualen | Registers | Origineel van Schnitger |
| ---------------- | ------------------------------------------- | ----------------------------------- | ---------- | -------- | --------- | --- |
| 1668–75, 1688    | Stade (D)                                   | St. Cosmae et Damiani               |            | III/P    | 42        | kast, prospekt, 35 registers (8 ten dele); begonnen door Berendt Hus, voltooid door Schnitger |
| 1677–79          | Bülkau (D)                                  | St. Johannes der Täufer             |            | I        | 10 (?)    | kast, prospekt; vandaag II/P/22 |
| 1678–79, 1709    | Jork (D)                                    | St. Matthias                        |            | III/P    | 35        | kast, prospekt; vandaag II/P/22 |
| 1680             | Cappel (D)                                  | St. Peter und Paul                  |            | II/P     | 30        | kast, prospekt, 18 registers, 10 andere oude registers door Schnitger gehandhaafd |
| 1678–82          | Oederquart (D)                              | St. Johannis                        |            | III/p    | 28        | kast, prospekt; vandaag II/P/17 |
| 1682–83          | Lüdingworth, tegenwoordig gem. Cuxhaven (D) | St. Jacobi                          |            | III/P    | 35        | kast, prospekt, 14 registers (geheel of ten dele), veel oud pijpwerk door Schnitger gehandhaafd (helft van het orgel)                                                                                  |
| 1684             | Elmshorn (D)                                | Nicolaikirche                       |            | II/P     | 23        | kast; vandaag III/P/33 |
| 1686             | Hamburg-Bergstedt (D)                       | Ev. Kirche                          |            | I        | 8         | kast, 2-3 registers |
| 1686             | Blankenhagen (D)                            | Dorfkirche                          |            | II/p     | 12        | kast, 4-5 registers |
| 1685–87          | Steinkirchen (D)                            | St. Nicolai et Martini              |            | II/P     | 28        | kast, prospekt, 13 registers, 8 andere ten dele |
| 1683–88          | Hamburg-Neuenfelde (D)                      | St. Pankratius                      |            | II/P     | 34        | kast, prospekt, 18 registers |
| 1688             | Mittelnkirchen (D)                          | St. Bartholomäus                    |            | II/p     | 22        | 6-8 registers; vandaag II/P/32 |
| 1688–90          | Hollern (D)                                 | St. Mauritius                       |            | II/P     | 24        | kast, prospekt, 13 registers (geheel of ten dele) |
| 1686–88, 1691–92 | Norden (D)                                  | Sint-Liudgerkerk                    |            | III/P    | 46        | kast, 13 registers, 8 oude registers door Schnitger gehandhaafd (zwaluwnestorgel) |
| 1691–92          | Groningen                                   | Martinikerk                         |            | III/P    | 39        | kast van het pedaal, prospekt, 6 registers, andere oude registers door Schnitger gehandhaafd; vandaag III/P/52                                                                                         |
| 1689–93          | Hamburg (D)                                 | St. Jacobi                          |            | IV/P     | 60        | 43 registers (geheel of ten dele), waarvan een aantal door Schnitger gehandhaafd |
| 1693             | Groningen                                   | Pelstergasthuiskerk                 |            | II/p     | 20        | kast, 2 register (7 ten dele) |
| 1693             | Eutin (D)                                   | Kasteel                             |            | I        | 9         | kast |
| 1693–94          | Grasberg (D)                                | Ev.-luth. Kirche                    |            | II/P     | 21        | kast, 14 registers |
| 1695–96          | Noordbroek                                  | Kerk van Noordbroek                 |            | II/P     | 20        | kast, 10-11 registers; vandaag II/P/24 |
| 1695–96          | Harkstede                                   | Hervormde Kerk                      |            | I        | 7         | kast, prospekt, 5 registers; vandaag I/p/9 (10) |
| 1694–97          | Groningen                                   | Der Aa-Kerk                         |            | IV/P     | 40        | 1710 vernield |
| 1696–97          | Peize                                       | Hervormde Kerk                      |            | II/P     | 22        | oorspronkelijk in Groningen (Pepergasthuiskerk), sinds 1861 in Peize; kast, prospekt, 4-6 registers, oude registers door Schnitger gehandhaafd                                                         |
| 1697–98          | Strückhausen, gem. Ovelgönne (D)            | St. Johannes                        |            | II/p     | 12        | kast van het hoofdwerk, 2 registers; vandaag II/P/15 |
| 1697–98          | Dedesdorf (D)                               | St. Laurentius                      |            | II/p     | 12        | kast van de manuaal-werken, 10 registers; vandaag II/P/18 |
| 1697–98          | Golzwarden bij Brake (D)                    | St. Bartholomäus                    |            | II/P     | 20        | kast; vandaag II/P/22 |
| 1698             | Nieuw-Scheemda                              | Hervormde Kerk                      |            | I/p      | 8         | kast, 4-6 registers |
| 1696–99          | Mensingeweer                                | Hervormde Kerk                      |            | I        | 8         | kast, prospekt, 6 registers; vandaag I/9 |
| 1699             | Groningen                                   | Lutherse kerk                       |            | II/p     | 16        | 1896 door C.A. en A. van Oeckelen vervangen, maar tussen 2013 en 2017 gereconstrueerd door Bernhardt Edskes                                                                                            |
| 1699             | Ganderkesee (D)                             | St. Cyprian und Cornelius           |            | II/p     | 16        | kast, prospekt, 9 registers; vandaag II/P/22 |
| 1700–01          | Uithuizen                                   | Kerk van Uithuizen                  |            | II/P     | 28        | kast, 19 registers, 6 andere ten dele |
| 1701             | Moreira da Maia (Portugal)                  | Klosterkirche San Salvador          |            | II       | 12        | kast, 11 registers |
| 1701             | Mariana, MG (Brazilië)                      | Cathedral Nossa Senhora da Assunção |            | II/p     | 18        | kast, prospekt, 14 registers (geheel of ten dele); waarschijnlijk door Schnitgers medewerker Heinrich Hullenkampf                                                                                      |
| 1699–1702        | Clausthal-Zellerfeld (D)                    | St. Salvatoris                      |            | III/P    | 55        | kast; vandaag II/P/29 |
| 1700–02          | Groningen                                   | Der Aa-kerk                         |            | III/P    | 32        | kast, prospekt, ca. 13 registers, 10 oude registers door Schnitger gehandhaafd; vandaag III/P/40 Oorspronkelijk Academiekerk Broerplein Groningen. 1814 Overgeplaatst naar Der Aa-kerk door J.W. Timpe |
| 1702             | Estebrügge (D)                              | St. Martin                          |            | II/P     | 34        | kast |
| 1704             | Eenum                                       | Kerk van Eenum                      |            | I        | 10        | kast, prospekt, 4-6 registers; vandaag I/p/10 |
| 1704             | Godlinze                                    | Pancratiuskerk                      |            | II/p (?) | 16        | kast, prospekt, 8-9 registers; vandaag I/p/12 |
| 1705             | Accum (D)                                   | St. Willehad                        |            | II/p     | 14        | kast |
| 1707–08          | Lenzen (D)                                  | St. Katharinen                      |            | II/P     | 27        | kast ten dele, 2-3 registers |
| 1707–08          | Hamburg-Ochsenwerder (D)                    | St. Pankratius                      |            | II/P     | 30        | kast, prospekt, 5-11 registers; vandaag II/P/24 |
| 1709–10          | Weener (D)                                  | St.-Georgskirche                    |            | II/p     | 22        | kast, 6 registers; vandaag II/P/29 |
| 1710–11          | Pellworm (D)                                | Alte Kirche                         |            | II/P     | 24        | kast, 11 registers (geheel of ten dele) |
| 1710–11          | Sneek                                       | Grote of Martinikerk                |            | III/P    | 36        | kast, prospekt, 10 registers (geheel of ten dele) |
| 1711             | Ferwerd                                     | Sint-Martinuskerk                   |            | II/P     | 26        | 5 registers |
| 1710–13          | Abbehausen (D)                              | St. Laurentius                      |            | II/P     | 24        | kast, prospekt, 2 registers |
| 1715–16          | Faro (Portugal)                             | Kathedrale                          |            | II       | 22        | door Schnitgers medewerker Heinrich Hullenkampf |
| 1714–16          | Rendsburg (D)                               | Christuskirche                      |            | II/P     | 29        | kast, 4 registers; vandaag IV/P/51 |
| 1715–19          | Itzehoe (D)                                 | St. Laurentii                       |            | IV/P     | 43        | kast, prospekt; vandaag IV/P/58 |
| 1719–21          | Zwolle                                      | Grote of Sint-Michaëlskerk          |            | IV/P     | 64        | kast, groot deel van de registers; door de zonen Franz Caspar Schnitger en Johann Georg Schnitger voltooid                                                                                             |

Jürgen Ahrend · Johann Bätz · Heinrich Andreas Contius · Familie Gilman · Friedrich Fleiter · Carl Frei · Heinrich Hermann Freytag · Joseph Gabler · Rudolf Garrels · Gottfried Silbermann · Gerhard Grenzing · Albertus Antoni Hinsz · Bartelt Immer · Hans Henny Jahnn · Ludwig König · Hinrich Just Müller · Christian Müller · Carl Friedrich August Naber · Paul Peuerl · Georg Heinrich Quellhorst · Joachim Richborn · Arnold Rohlfs · Conradus Ruprecht II · A. Ruth und Sohn · Wilhelm Rütter · Arp Schnitger · Hans Wolff Schonat · Ernst Seifert · Andreas Silbermann · Friedrich Stellwagen · Johannes Stephanus Strümphler · Hans Suys · Johannes Wilhelmus Timpe · Welte-Mignon · Johann Friedrich Wenthin · Christian Gottlieb Friedrich Witte
- Biblioteca Nacional de España: XX4725948
- Bibliothèque nationale de France: cb16502218z (data)
- Biografisch Portaal: 79847953
- Digitale Bibliotheek voor de Nederlandse Letteren: schn025
- Gemeinsame Normdatei: 118609785
- International Standard Name Identifier: 0000 0001 1875 5418
- Library of Congress Control Number: n81110699
- Nationale Bibliotheek van Tsjechië: jo20201066101
- Nationale Bibliotheek van Israël: 987007403031705171
- Nederlandse Thesaurus van Auteursnamen: 074678922
- Virtual International Authority File: 225149106212168491702